# Gigo (danza)
La gigo è una danza ballata nelle valli occitane, originaria della val Varaita (Val Varacho in lingua occitana) ma conosciuta nel repertorio del bal folk.
Viene eseguita da due coppie che si dispongono in quartetta. Le due coppie si mettono affiancate, l'uomo ha la sua dama di fronte e la contropartner a sinistra.

## Struttura
La danza è composta di due parti.

### Prima parte
Si fa un balà e un virà con il proprio partner, poi ci si gira per fare balà e virà con il contropartner.

### Seconda parte
è un intreccio tra le due coppie (catena inglese) che comincia dando il braccio destro dato al contropartner, si avanza e si gira per dare il sinistro al partner e via di seguito fino alla fine della parte musicale quando ci si riposiziona al punto di partenza.
Si ripetono le parti per un numero di volte che viene deciso dai musicisti.

### Conclusione
La danza è conclusa da un balet delle due coppie.

## Gigo vitouno
La gigo vitouno (da vitoun  che in lingua occitana significa montanaro) è danzata nella media val Varaita con la struttura tipica di questa zona, ma con una melodia che probabilmente deriva, come testimonia il nome, nell'alta vallata.

## Discografia
- 1989 AA.VV. Muzique Ousitane 2—Soulestrelh
- 1998 Silvio Peron e Gabriele Ferrero Ballo delle valli occitane d'Italia—Robi Droli